# Hemming Johansson
Jakob Hemming Johansson, född 8 maj 1869 i Göteborg, död 1 juni 1955, var en svensk ingenjör och företagsledare.
Johansson blev 1890 filosofie kandidat vid Uppsala universitet och 1893 civilingenjör vid Kungliga Tekniska högskolan. 1893-1898 var han ingenjör vid Stockholms Allmänna Telefon AB (SAT), och var 1893-1900 också underlärare vid Tekniska skolan. I september 1898 började han arbeta hos Ericsson som ingenjör och befordrades 1900 till överingenjör. När verkställande direktören Axel Boström plötsligt avled 1909 övertog Johansson VD-posten. När Ericsson 1918 fusionerades med Stockholms Allmänna Telefon AB (SAT) delades VD-posten mellan Johansson och Gottlieb Piltz från SAT. Från 1922 ersattes Piltz av Karl Fredrik Wincrantz som också hade en bakgrund i SAT. Att dela på posten intresserade i grunden inte Wincrantz, som 1925 lyckades bli ensam VD under former som pressen betecknade "palatskupp". Han hade via företaget Ängsvik, där Ivar Kreuger var hälftenägare, köpt en så stor aktiepost att han kunde tvinga fram en stor ommöblering i Ericssons styrelse. Bland annat tvingades Arvid Lindman, som var kompanjon med Johansson, bort. Hemming Johansson själv blev kvar i styrelsen, men fick nöja sig med att vara teknisk direktör snarare än VD.
Han tilldelades 1941 Ingenjörsvetenskapsakademiens stora guldmedalj med motiveringen för hans insatser för telefonteknikens och telefonindustriens utveckling. Han fick även Chalmersmedaljen. 1944 promoverades han till teknologie hedersdoktor vid Kungliga Tekniska högskolan.